# Lagosuchus
Lagosuchus (z řečtiny "králičí krokodýl") byl rod archosaura ze středního triasu. Byl příbuzný dinosaurům, patřil do kladu Dinosauromorpha. Jeho fosilie byly objeveny v argentinské provincii La Rioja (souvrství Chañares). Žil před asi 235 miliony let, tedy ve stejné době jako první praví dinosauři. Dle některých vědců jde však pouze o další druh rodu Marasuchus.

## Popis
Lagosuchus je známý z neúplných nálezů, i přesto však víme, že byl blízce příbuzný dinosaurům. Měl podobně stavěné končetiny a pánev a zřejmě se mohl krátkodobě pohybovat i po dvou. Šlo o hbitého predátora dlouhého kolem 50 cm. Je možné, že šlo o tvora v přechodné fázi tělesné termoregulace, někde mezi studenokrevnými archosauromorfy a teplokrevnými dinosaury. Krátce po svém objevu si tento dinosauromorf vysloužil přezdívku "rabbitcroc" (zajíco-krokouš), a to podle svých dlouhých hbitých nohou v kombinaci s plazím vzezřením.